# Ulex australis subsp. welwitschianus
Ulex australis subsp. welwitschianus é uma subespécie de planta com flor pertencente à família Fabaceae. 
A autoridade científica da subespécie é (Planch.) M.D. Esp.Santo, Cubas, Lousa, C.Pardo & J. C. Costa, tendo sido publicada em Anales del Jardín Botánico de Madrid 55(1): 59. 1997.

## Portugal
Trata-se de uma subespécie presente no território português, nomeadamente em Portugal Continental.
Em termos de naturalidade é endémica da região atrás referida.

## Protecção
Não se encontra protegida por legislação portuguesa ou da Comunidade Europeia.